# Tomohiko Miyazaki
Tomohiko Miyazaki (jap. 宮崎 智彦 Miyazaki Tomohiko; ur. 21 listopada 1986) – japoński piłkarz występujący na pozycji pomocnika, zawodnik Júbilo Iwata.

## Życiorys

### Kariera klubowa
Od 2009 roku występował w japońskich klubach Kashima Antlers i Yokohama FC.
Od 1 lutego 2012 jest zawodnikiem japońskiego klubu Júbilo Iwata, umowa do 31 stycznia 2020.

## Sukcesy

### Klubowe
Kashima Antlers
- Zwycięzca J.League Division 1: 2009
- Zwycięzca Pucharu Japonii: 2010
- Zwycięzca Superpucharu Japonii: 2010

Júbilo Iwata
- Zdobywca drugiego miejsca J2 League: 2015